# Diplolegnon
Diplolegnon é um género botânico pertencente à família Gesneriaceae.

## Espécies
Diplolegnon riceanum

## Nome e referências
Diplolegnon Rusby